# Cheyenne (serie televisiva)
Cheyenne è una serie televisiva statunitense in 108 episodi trasmessi per la prima volta nel corso di 7 stagioni dal 1955 al 1962.
Fu la prima serie western della durata di un'ora. È stata anche la prima serie prodotta da una grande casa di produzione cinematografica hollywoodiana e la prima di una lunga sequela di serie televisive prodotte da William T. Orr per la Warner Brothers.

## Trama
Cheyenne Bodie è un cowboy errante nel vecchio West. Il primo episodio, Fortress Mountain, rivela che i genitori di Bodie erano stati massacrati da indiani Cheyenne che poi lo avevano allevato. Bodie aveva così mantenuto un atteggiamento positivo e comprensivo nei confronti dei nativi nonostante la fine dei genitori.

## Personaggi

### Personaggi principali
- Cheyenne Bodie (108 episodi, 1955-1962), interpretato da Clint Walker.

### Personaggi secondari e guest star
- indiano (30 episodi, 1956-1962), interpretato da Fred Carson.
- Bronco Layne (26 episodi, 1960-1962), interpretato da Ty Hardin.
- Tom 'Sugarfoot' Brewster (13 episodi, 1960-1961), interpretato da Will Hutchins.
- Bailey (10 episodi, 1955-1962), interpretato da Lane Chandler.
- Bassing (9 episodi, 1956-1962), interpretato da Mickey Simpson.
- Caleb Brock (7 episodi, 1956-1962), interpretato da Lane Bradford.
- Benito Juarez (7 episodi, 1957-1962), interpretato da Frank De Kova.
- Brawler (7 episodi, 1959-1962), interpretato da Rod McGaughy.
- Amarillo Ames (6 episodi, 1956-1962), interpretato da Trevor Bardette.
- Gregg Dewey (6 episodi, 1956-1961), interpretato da Don Megowan.
- capitano Hudson (6 episodi, 1956-1962), interpretato da Terry Frost.
- Black Jack (6 episodi, 1956-1962), interpretato da Andrew Duggan.
- Chester (6 episodi, 1957-1962), interpretato da I. Stanford Jolley.
- Ben Creed (5 episodi, 1955-1960), interpretato da Robert J. Wilke.
- maggiore Heffler (5 episodi, 1955-1962), interpretato da Ray Teal.
- Carl Thompson (5 episodi, 1955-1961), interpretato da Myron Healey.
- Cliff Bartow (5 episodi, 1955-1962), interpretato da Richard Reeves.
- Jack Ballister (5 episodi, 1956-1962), interpretato da Robert Carson.
- Burt Flowers (5 episodi, 1956-1958), interpretato da Walter Barnes.
- capitano Robert Holman (5 episodi, 1956-1961), interpretato da Michael Forest.
- Duke (5 episodi, 1956-1960), interpretato da Hal Baylor.
- capitano Bill Tenson (5 episodi, 1957-1962), interpretato da Robert Anderson.
- Bret (4 episodi, 1955-1957), interpretato da James Garner.

## Produzione
La serie fu prodotta da Warner Bros. Television e girata negli studios della Warner Brothers a Burbank e nel Warner Ranch a Calabasas in California.
La serie iniziò come parte del programma Warner Bros. Presents che alternava tre diverse serie a rotazione. Nel suo primo anno, Cheyenne si alternava settimanalmente con Casablanca e Kings Row. In seguito Cheyenne fu revisionato dal nuovo produttore Roy Huggins ed ebbe una programmazione indipendente.
Cheyenne andò in onda dal 1955 al 1962, ad eccezione di un anno di pausa quando Walker si rifiutò di girare la stagione per ottenere condizioni contrattuali migliori (1958-1959). L'anno sabbatico vide l'introduzione di un nuovo personaggio chiamato Bronco Layne, interpretato da Ty Hardin. Bronco Layne divenne il personaggio principale durante l'assenza di Walker. Quando la Warner rinegoziò contratto di Walker e l'attore tornò a girare per la serie nel 1959, Bronco Layne divenne il protagonista di una nuova serie, intitolata Bronco che ebbe un discreto successo e venne prorogata per quattro stagioni.
Le due serie si alternarono nella stessa fascia oraria dal 1958 al 1962. Di tanto in tanto Cheyenne e Bronco apparivano insieme nello stesso episodio. Anche dopo il ritorno alla serie - essendogli stato vietato di cercare un altro lavoro durante la negoziazione del nuovo contratto - Walker era infelice e continuava a svolgere un ruolo che sentiva di aver esaurito, lamentandosi con i giornalisti e affermando che si sentiva come "un animale in gabbia".
Anche se Cheyenne andò in onda per sette anni, la serie totalizzò solo 108 episodi, perché si alternava ripetutamente con altre serie (tra cui anche Sugarfoot) e perché per un anno restò fuori produzione durante la disputa contrattuale con Walker.
Alla conclusione della sesta stagione, andò in onda un episodio speciale, A Man Named Ragan, che fu il pilot per un'altra serie Dakota, interpretata da Chad Everett, Jack Elam e Larry Ward, che sostituì Cheyenne a metà della stagione televisiva, a gennaio del 1963.
Walker riprese il personaggio di Cheyenne Bodie nel 1991 per il film TV The Gambler Returns: The Luck of the Draw e in un episodio di Kung Fu - La leggenda nel 1995.

### Registi
Tra i registi della serie sono accreditati:
- Richard L. Bare (21 episodi, 1955-1962)
- Leslie H. Martinson (13 episodi, 1956-1960)
- Lee Sholem (11 episodi, 1958-1961)
- Robert Sparr (11 episodi, 1960-1962)
- George Waggner (7 episodi, 1959-1962)
- Paul Landres (6 episodi, 1961-1962)
- Leslie Goodwins (5 episodi, 1959-1962)
- Walter Doniger (4 episodi, 1956-1957)
- Thomas Carr (3 episodi, 1957)
- Joseph Kane (3 episodi, 1957)
- Otto Lang (3 episodi, 1961-1962)
- Douglas Heyes (2 episodi, 1957-1958)
- Franklin Adreon (2 episodi, 1957)
- Alan Crosland Jr. (2 episodi, 1958)
- Richard C. Sarafian (2 episodi, 1961-1962)
- William Hale
- Irving J. Moore

## Distribuzione
La serie fu trasmessa negli Stati Uniti dal 1955 al 1962 sulla rete televisiva ABC. È stata poi pubblicata in VHS negli Stati Uniti dalla Warner Home Video nel 1995 e in DVD nel 2006. In Italia è stata trasmessa con il titolo Cheyenne.

## Film
Due episodi della serie furono montati a formare un lungometraggio che fu distribuito nei cinema statunitensi nel 1957 con il titolo The Travellers.
Nel 1960 fu distribuito in Italia il film Le avventure di Cheyenne Bill composto da due episodi tratti dalla serie TV: La pista d'acciaio (The Iron Trail) e Il sicario (Hired Gun), entrambi diretti da Leslie H. Martinson nel 1957.

## Episodi
| Stagione         | Episodi | Prima TV USA |
| ---------------- | ------- | ------------ |
| Prima stagione   | 15      | 1955-1956    |
| Seconda stagione | 20      | 1956-1957    |
| Terza stagione   | 20      | 1957-1958    |
| Quarta stagione  | 13      | 1959-1960    |
| Quinta stagione  | 13      | 1960-1961    |
| Sesta stagione   | 14      | 1961-1962    |
| Settima stagione | 13      | 1962         |